# Robert Morris Yardley
Robert Morris Yardley, född 9 oktober 1850 i Yardley i Pennsylvania, död 8 december 1902 i Doylestown, var en amerikansk politiker (republikan). Han var ledamot av USA:s representanthus 1887–1891.
Yardley ligger begravd på Doylestown Cemetery i Doylestown.